# Organismo italiano di contabilità
L'Organismo italiano di contabilità (OIC) è un ente giuridico italiano che ha lo scopo di esprimere le istanze nazionali in materia contabile.

## Storia
L'Organismo italiano di contabilità è stato costituito come fondazione il 27 novembre 2001 dall'Assirevi, il Consiglio nazionale dei dottori commercialisti, il Consiglio nazionale dei ragionieri, l'ABI, l'Associazione nazionale direttori amministrativi e finanziari (Andaf), l'ANIA, l'Assilea, l'Assonime, la Confagricoltura, la Confcommercio, la Confcooperative, la Confindustria, la Lega delle Cooperative, l'AIAF, l'Assogestioni, la Centrale Bilanci, la Borsa Italiana.

## Attribuzioni
L'OIC emana i principi contabili nazionali, ispirati alla migliore prassi operativa, per la redazione dei bilanci e partecipa al processo di elaborazione dei principi contabili internazionali intrattenendo rapporti con l'International Accounting Standards Board.